# 創庫生活館

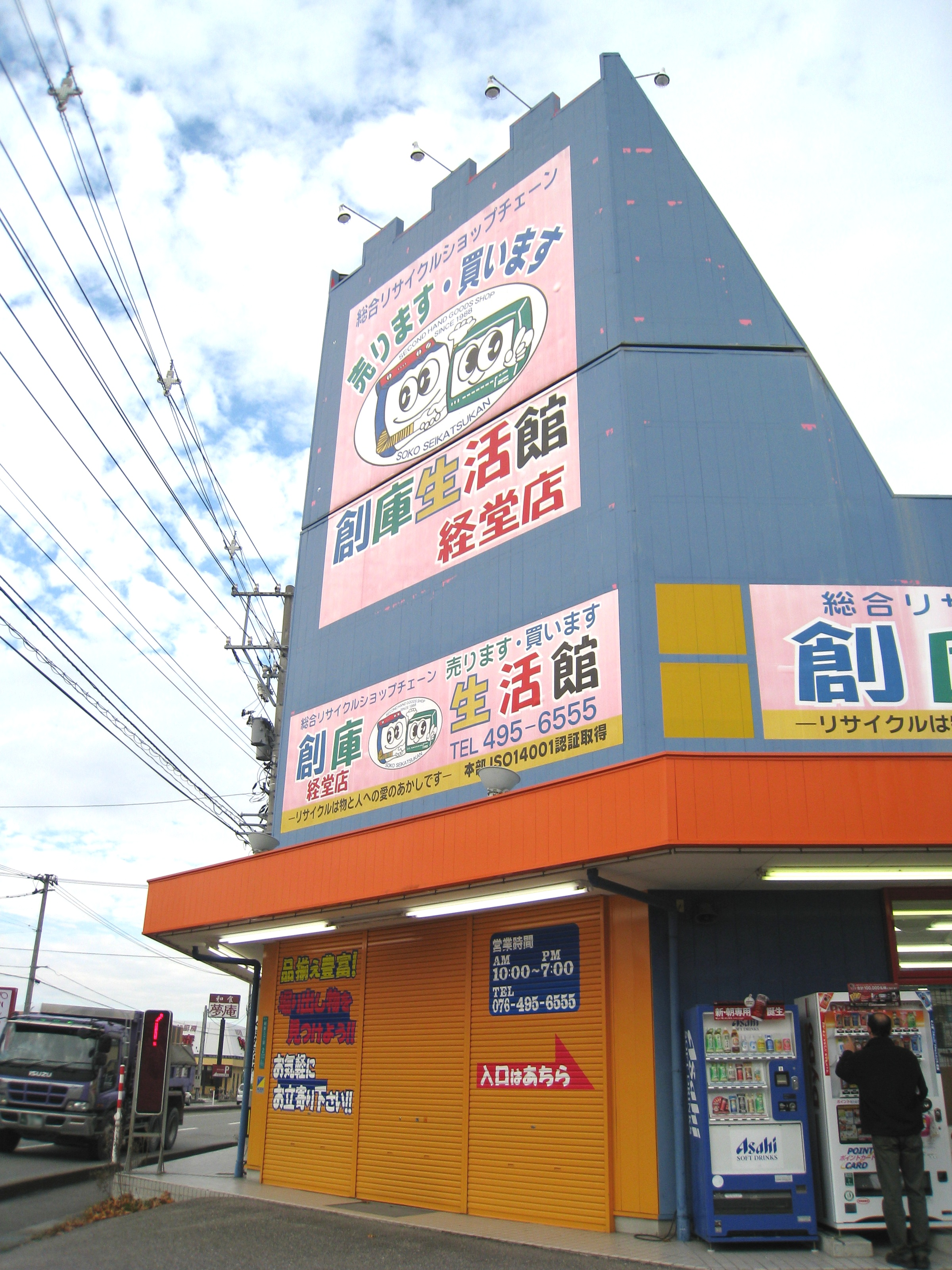
創庫生活館 経堂店（富山県富山市、2015年6月時点・来夢ハウス 経堂店）

創庫生活館（そうこせいかつかん）は浜松市中央区を拠点とする大手リサイクルショップフランチャイズチェーンの店舗名。本項では、かつて同店を運営した株式会社生活創庫（せいかつそうこ）、ならびに生活創庫から事業を引き継いだ株式会社リハンズ（りはんず）、関連店舗 であるQ'sコレクションについても記述する。

## 運営会社
1988年、堀之内九一郎が個人事業として起業し、1992年に法人化。店舗名は「創庫生活館」。現在、直営とフランチャイズを合わせ63店舗。全盛期には250店以上を展開していた。形態は、大型の倉庫型店舗と小型の一般型店舗がある。
ユニーが名古屋駅前等で運営していた「生活創庫」とは全くの別会社であり、同社との資本関係はない。ただし生活創庫の商標権を所有するユニーが商標を貸し出している。
最盛期の2009年8月期にはおよそ27億円を売り上げたが、同業他社との競争激化により不採算店舗を閉鎖したことから、2012年8月期にはおよそ10億円に減少。またヤフオクなどネット上での個人間売買の活発化や、Amazonをはじめネット通販大手が台頭し、増大した金融負債や赤字決算により資金繰りが悪化。2013年5月1日、資金ショートを起こして静岡手形交換所から取引停止処分を受けた。負債総額はおよそ15億円。
2013年2月、生活創庫の受け皿として設立された株式会社リハンズに事業譲渡され、（債務は引き継がず）運営が継続されている。

## 沿革
- 1988年（昭和63年） ‐ 創業
- 1992年（平成4年） ‐ 株式会社生活創庫を設立し、法人化。
- 2001年（平成13年） ‐ ISO 14001認証取得（生活創庫本社）
- 2013年（平成25年）2月27日 - 株式会社リハンズに債務以外をすべて譲渡、従業員の雇用も継続[9]。
- 2013年（平成25年）5月1日 - 静岡手形交換所より生活創庫が取引停止処分となる。この時の資本金は0円。

## 店舗ブランド一覧
- 創庫生活館
- Q's コレクション

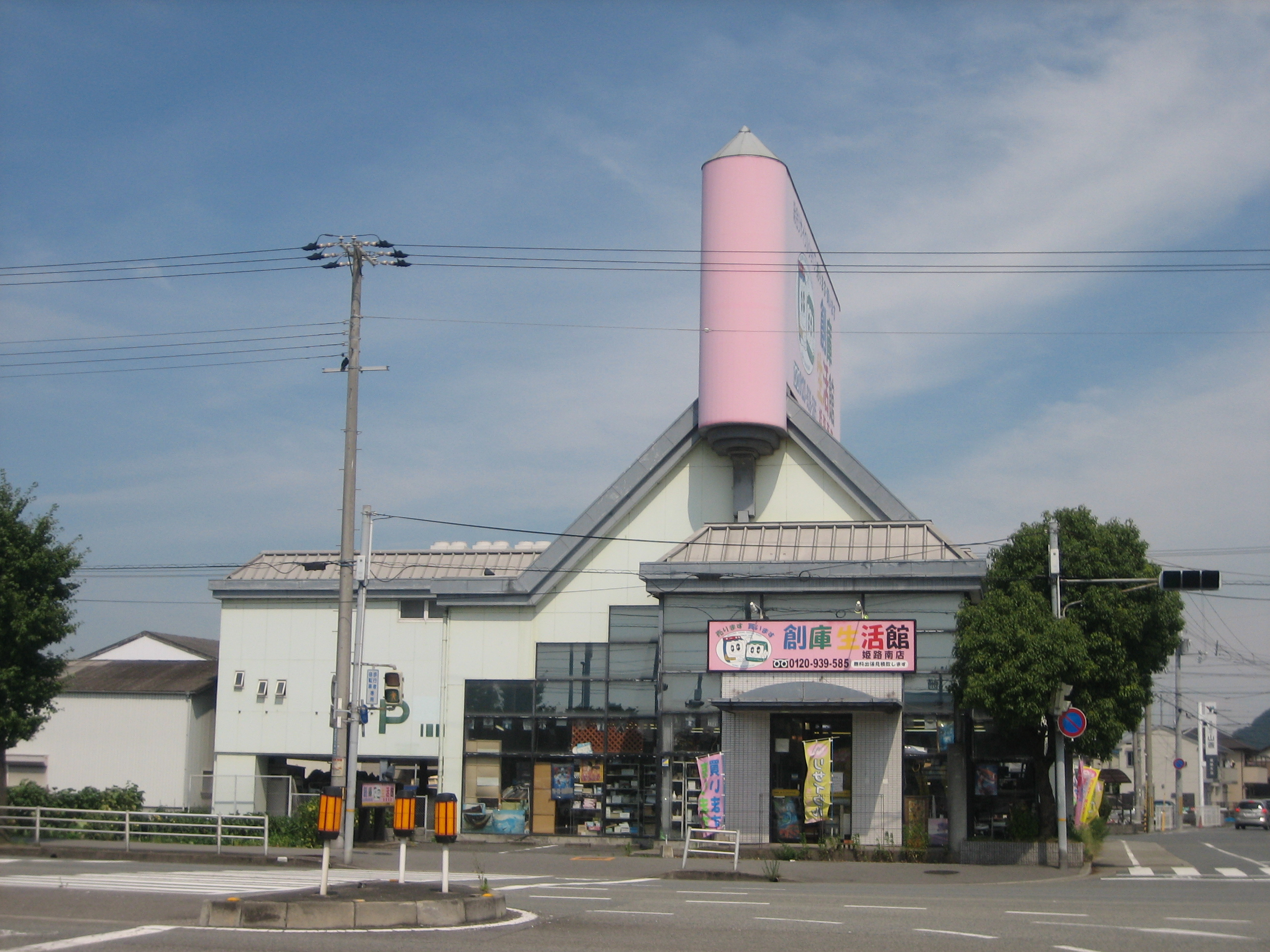
創庫生活館 姫路南店（兵庫県姫路市）

## 事件
2002年、埼玉県春日部市の直営店舗にて、元従業員による殺人事件が起きる。犯人は、閉店後作業中の従業員数名を包丁で刺し、系列店店長を殺害。
その後、店長の遺族が会社を相手取り、安全管理不足として損害賠償を求める裁判を起こしている。東京高裁の控訴審判決は、「店側は安全管理のための指示・指導をほとんどしておらず、対策が取られていれば事件は未然に防げていた」として、会社に2900万円の支払いを命じている 。

## テレビ番組
- 日経スペシャル カンブリア宮殿 「ゴミの山は、宝の山だ！ ～リサイクルショップに見る、 大量消費社会の現実～」（2008年2月11日、テレビ東京）- 出演：社長 堀之内九一郎[11]。